# Antonio Estévez
Antonio José Estévez Aponte (Calabozo, Guárico, Venezuela, 3 de enero de 1916 - Caracas, 26 de noviembre de 1988) fue un compositor,  director de orquesta clarinetista y oboísta venezolano.

## Biografía

### Inicios y carrera
Inició sus estudios musicales en Caracas en 1923, pero los continúa en su ciudad natal en 1925. En 1930 regresa a Caracas, donde prosiguió con sus estudios musicales generales y clarinete en la Escuela de Música y Declamación de Caracas, también llamada Escuela Superior de Música o Escuela José Ángel Lamas. Ingresó a la Banda Marcial de Caracas en 1932 y a la Orquesta Sinfónica Venezuela en 1934, tocando como segundo oboe. Trabajó y estudió bajo la tutela de Pedro Elías Gutiérrez y Vicente Emilio Sojo, su maestro de composición. Se gradúa como intérprete de oboe en 1942 y fundó el Orfeón Universitario de la Universidad Central de Venezuela en 1943. En 1944 se gradúa como compositor. En 1945 obtiene una beca para continuar sus estudios en Estados Unidos y Europa.
Regresa a Caracas en 1948, donde desarrolla un estilo de música nacionalista junto a otros compositores como Ángel Sauce, Evencio Castellanos, Inocente Carreño, y Gonzalo Castellanos Yumar.
Viaja a Londres en 1961 y luego a París en 1963, donde frecuenta a Jesús Soto. Cambia su estilo y experimenta con la música electrónica en los estudios de la Radiotelevisión Francesa con Pierre Schaeffer. En 1971 regresó a Venezuela, donde funda y dirige hasta 1979 el Instituto de Fonología Musical con el apoyo del Centro Simón Bolívar.

### Composiciones
Su obra más conocida es la Cantata Criolla, estrenada el 25 de julio de 1954, ganando el Premio Nacional de Música y es quizás la obra nacionalista venezolana más importante del siglo XX. Otras obras conocidas son Mediodía en el Llano, Cromovibrafonía y Cromovibrafonía múltiple que compuso para la exposición de obras de Soto en Montreal y el Museo de Arte Moderno de Ciudad Bolívar.
Mediodía en el Llano nace en el año 1942 cuando, siendo, para ese entonces, alumno del sexto año de composición, Vicente Emilio Sojo le encarga al curso una suite orquestal. Estévez responde al encargo con su Suite Llanera. Es precisamente con esta composición, que en el mismo año Estévez se estrena como director de orquesta. Originalmente tenía tres partes: Amanecer, Mediodía y Atardecer, ya que pretendía aprovechar la ocasión para tratar de describir de manera impresionista esos tres acontecimientos llaneros.
Es también esta, una de las pocas veces que se interpreta completa la Suite Llanera, con excepción de una transmisión radial en Estados Unidos. Estévez eliminará los movimientos extremos, dejando solo la parte central, lo que hoy es el poema sinfónico Mediodía en el Llano.

### En los Estados Unidos
Cuando llega Estévez a los Estados Unidos, a mediados de 1945, el músico tuvo una gran decepción ya que Igor Stravinsky no estaría dictando cursos en la Universidad de Columbia, y las posibilidades de estudios particulares eran impensables tanto por el factor económico como por el hecho de que Stravinsky vivía en Los Ángeles. De cualquier forma, Estévez se inscribió en la Universidad de Columbia, en la ciudad de Nueva York, y con el claro propósito de actualizarse en todo lo que a información musical contemporánea se refiere, realizó cursos de orquestación, composición, piano y dirección orquestal entre otros. Visitó museos y teatros con frecuencia permitiendo breves descansos entre las largas sesiones de estudio musical, ensayo de su instrumento y su participación regular como oboista en la orquesta de la universidad.
Luego de Columbia, la meta se convierte momentáneamente en Tanglewood, Massachusetts, famoso por sus festivales internacionales de música y por los cursos de dirección que grandes artistas de la batuta impartieron allí. Le seguía obsesionando el sonido de Stravinsky, quien seguía siendo para Estévez una referencia fonográfica de Caracas.

## Homenajes
Estévez obtiene el Premio Anual Sinfónica en 1954 y el Premio Nacional de Música en los años 1949 y 1987. En 1987 la Universidad de los Andes le confiere el doctorado honoris causa en letras. 